# Mannholz (Pleinfeld)
Mannholz ist ein Gemeindeteil des Marktes Pleinfeld im Landkreis Weißenburg-Gunzenhausen (Mittelfranken, Bayern). Die Gemarkung Mannholz hat eine Fläche von 3,221 km². Sie ist in 284 Flurstücke aufgeteilt, die eine durchschnittliche Flurstücksfläche von 11341,13 m² haben.

## Lage
Das Dorf liegt ca. 7 km östlich von Pleinfeld. Nahe Mannholz befinden sich die Quellen von Haselgraben, Erbsengraben und Wildwurmgraben, die westlich von Mannholz beim Iglsee zum Iglseebach zusammenfließen. Westlich von Mannholz reicht die die Waldflur Tannenloh bis an den Ort heran. Nachbarorte sind  Walting und Liebenstadt. Die Hauptstraße des Ortes bildet die  Kreisstraße WUG 17.

## Geschichte
Mit dem Gemeindeedikt (frühes 19. Jahrhundert) wurde Mannholz dem Steuerdistrikt Liebenstadt zugewiesen. Zugleich entstand die Ruralgemeinde Mannholz, die in Verwaltung und Gerichtsbarkeit dem Landgericht Hilpoltstein unterstand. Am 1. Januar 1972 wurde Mannholz im Zuge der Gebietsreform in Bayern in den Markt Pleinfeld eingegliedert.

## Bau- und Bodendenkmäler
Die Dorfkapelle St. Marien besteht aus Sandstein und wurde 1873 mit Satteldach und Dachreiter erbaut. Neben dieser Kapelle sind die einzigen Baudenkmäler in Mannholz das eingeschossige Wohnstallhaus Mannholz 19 mit Satteldach, das zusammen mit seiner Scheune mit Steildach um 1870 errichtet wurde,  und das eingeschossige Bauernhaus Mannholz 13 mit Steildach aus Sandstein, ebenfalls um 1870 erbaut. Um Mannholz herum gibt es mehrere Grabhügel, Freilandstationen des Mesolithikums und Siedlungen des Neolithikums, der Urnenfelderzeit sowie der Latènezeit und der Urgeschichte.